# Керр, Джордж
Джордж Керр (англ. George Kerr, род. 24 августа 1937) — шотландский дзюдоист, обладатель 10-го дана IJF (2010), командор Ордена Британской империи.
В 1957 году Керр выиграл золотую медаль в чемпионате Европы по дзюдо в Роттердаме, в весовой категории до 80 кг в турнире профессионалов. В 2002 году он был назван одним из инаугурационных членов Шотландского спортивного зала славы. В 2001 году стал президентом Британской ассоциации дзюдо.
В 2010 году Джорджу Керру был присвоен 10 дан Международной федерацией дзюдо (IJF). В настоящее время он единственный ныне живущий дзюдоист, имеющий 10 дан, присвоенный IJF. Он является вторым после британца Чарльза Палмера (1930—2001), имеющий степень дзюдо данного уровня.
В 2011 году Джордж Керр был удостоен рыцарского ордена Британской империи (командор).